# SM Rookies
SM Rookies é uma equipe de treinamento de pré-estreia estabelecida em 2013 e produzida pela agência sul-coreana SM Entertainment. SM Rookies é formado por jovens trainees que ainda não estrearam em um grupo pop ou como um solista. O primeiro lote de rookies estreou como membros do grupo feminino Red Velvet em 2014. O segundo grupo estreou como membros do grupo até 
então, masculino, NCT, que consiste em várias subunidades, sendo que o primeiro subgrupo NCT U, debutou em abril de 2016, o segundo subgrupo, NCT 127 em julho de 2016, o terceiro subgrupo, NCT Dream em agosto de 2016 e o quarto subgrupo, WayV, em janeiro de 2019.

## História

### 2013–2015: Formação e estreia do Red Velvet
SM Rookies foi formalmente anunciado no início de dezembro de 2013, com os membros Seulgi, Jeno e Taeyong. Poucos dias depois Irene, Jaehyun e Lami foram introduzidos. Também em dezembro os membros Mark, Hansol, Jisung, Johnny, Ten e Yuta foram introduzidos.
Wendy foi introduzida em março de 2014, interpretando a música "Because Of You" para a trilha sonora da série Mimi. Em abril do mesmo ano a S.M. lançou o site oficial do projeto. A agência anunciou a abertura com um vídeo teaser carregado em seu canal oficial no Youtube. No mesmo mês, Donghyuck foi oficialmente introduzido. Em julho de 2014, a agência confirmou que Irene, Wendy e Seulgi estreariam como membros do grupo Red Velvet. Em agosto, um vídeo de Johnny, Taeyong e Hansol dançando para a canção "Super Moon" sob o nome de SR14B foi lançado. Em janeiro de 2015, Doyoung foi introduzido ao se se tornar um dos novos MCs do Show Champion juntamente com Jaehyun. Em julho, Koeun, Hina e Herin foram introduzidas. Em outubro de 2015, Taeil foi formalmente apresentado ao publico, e em dezembro, foi a vez de Kun.

### 2016–presente: Estreia do NCT
Em janeiro de 2016, Winwin foi apresentado ao publico. Ainda em janeiro o fundador da S.M. Entertainment Lee Soo-man, anunciou planos para um novo grupo que estrearia com diferentes equipes baseadas em diferentes países ao redor do mundo. Em abril de 2016, a agência confirmou Taeil, Taeyong, Doyoung, Ten, Jaehyun e Mark como membros do primeiro subgrupo do NCT, NCT U. Em julho de 2016, a agência também confirmou Yuta, Winwin e Donghyuck (agora conhecido como Haechan) como membros do segundo subgrupo do NCT, NCT 127. Em agosto de 2016, foi a vez de Jeno, Jaemin e Jisung estrearem como membros do terceiro subgrupo do NCT, NCT Dream. Em setembro, Yiyang e Ningning foram apresentadas ao público. Em dezembro de 2016, a agência confirmou Johnny como o novo membro da unidade de Seul do NCT, NCT 127.
Em 6 de abril de 2017 KST, Lucas foi formalmente introduzido como membro do projeto, fazendo sua primeira aparição pública no vídeo musical de "Dream In A Dream" lançado no dia seguinte. Ainda em abril Jungwoo foi apresentado ao público, estrelando o vídeo musical da canção "Paper Umbrella" de Yesung.
Em 31 de janeiro de 2018 (KST), a S.M. Entertainment confirmou a estreia dos membros masculinos do SM Rookies, Kun, Lucas e Jungwoo através do vídeo "NCT 2018 Yearbook #1". Em julho de 2018, três trainees masculinos, Hendery, Xiaojun e Yangyang, foram apresentados ao público. Em 31 de dezembro de 2018, a S.M. Entertainment anunciou a estreia de Kun, WinWin, Ten, Lucas, Hendery, Xiaojun e Yangyang como o subgrupo chines do NCT, WayV, que será gerenciado pela empresa chinesa Label V.

### 2020–presente: Saída de Koeun e Lami e futuros grupos feminino e masculino
No dia 24 de fevereiro de 2020, foi confirmada a saída das trainees Lami e Koeun do projeto SM Rookies após seus nomes serem retirados da seção SM Rookies do site oficial da SM Entertainment, restando assim apenas as trainees Hina e Ningning.
Em 19 de maio de 2020, a Money Today informou que a SM iria estrear 2 grupos (um feminino e um masculino) ainda no segundo semestre de 2020, conhecidos respectivamente como SR20G e SR20B.

### Integrantes debutados
- Irene nascida Bae Joo-hyun (Hangul: 배주현). Estreia com Red Velvet em 2014.
- Seulgi (Hangul: 슬기)[27] nascida Kang Seul-gi (Hangul: 강슬기). Estreia com Red Velvet em 2014.
- Wendy (Hangul: 웬디) nascida Son Seung-wan (Hangul: 손승완). Estreia com Red Velvet em 2014.
- Yeri (Hangul: 예리) nascida Kim Ye-rim (Hangul: 김예림). Estreia com Red Velvet em 2015.
- Taeil (Hangul: 태일) nascido Moon Tae-il (Hangul: 문태일). Estreia com NCT em 2016.
- Taeyong (Hangul: 태용)[27] nascido Lee Tae-yong (Hangul: 이태용). Estreia com NCT em 2016.
- Doyoung (Hangul: 도영) nascido Kim Dong-young (Hangul: 김동영). Estreia com NCT em 2016.
- Ten (Hangul: 텐)[28] nascido Chittaphon Leechaiyapornkul (Thai: ชิตพล ลี้ชัยพรกุล). Estreia com NCT em 2016.
- Jaehyun (Hangul: 재현)[29] nascido Jung Yoon-oh (Hangul: 정윤오). Estreia com NCT em 2016.
- Mark (Hangul: 마크)[30] nascido Mark Lee (Hangul: 마크이). Estreia com NCT em 2016.
- Yuta (Hangul: 유타) nascido Nakamoto Yuta (Kanji: 中本悠太). Estreia com NCT em 2016.
- Winwin (Hangul: 윈윈) nascido Dong Sicheng (Hanja: 董思成). Estreia com NCT em 2016.
- Haechan (Hangul: 해찬) nascido Lee Dong-hyuck (Hangul: 이동혁). Estreia com NCT em 2016.
- Jeno (Hangul: 제노) nascido Lee Jeno (Hangul: 이제노).[27] Estreia com NCT em 2016.
- Jaemin (Hangul: 재민) nascido Na Jae-min (Hangul: 나재민).[31]

- Ningning (Hangul: 닝닝) nascida Ning Yi Zhuo (Hanja: 宁艺卓) foi introduzida em 19 de setembro de 2016.

### Ex-integrantes

#### Rookies graduados
- Irene (Hangul: 아이린) Estreia com NCT em 2016.
- Jisung (Hangul: 지성) nascido Park Jisung (Hangul: 박지성).[30] Estreia com NCT em 2016.
- Johnny (Hangul: 쟈니)[28] nascido John Seo (Hangul: 쟌서). Estreia com NCT em 2017.
- Kun (Hangul: 쿤) nascido Qian Kun (Hanja: 钱锟) Estreia com NCT em 2018.
- Lucas (Hangul: 루카스) nascido Wong Yuk Hei (Hanja: 黃旭熙) Estreia com NCT em 2018.
- Jungwoo (Hangul: 정우) nascido Kim Jung-woo (Hangul: 김정우) Estreia com NCT em 2018.

- Xiaojun (Hangul:소준) nascido Xiao Dejun (Hanja:肖德俊) Estreia com NCT em 2019.
- Hendery (Hangul:헨데리) nascido Wong Kunhang (Hanja:黄冠亨) Estreia com NCT em 2019.
- Yangyang (Hangul:양양) (Hanja:扬扬) nascido Liu Yangyang (Hanja:劉扬扬) Estreia com NCT em 2019.
- Ningning (Hangul: 닝닝) nascida Ning Yizhuo (chinês simplificado: 宁艺卓) Estreia com Aespa em 2020.

#### Ex-rookies
- Herin (Hangul: 헤린)[31] nascida Seo Hye-in (Hangul: 서혜인) foi introduzida em 8 de julho de 2015. Em julho de 2017, confirmou-se que Herin havia deixado o grupo de pré-estréia e a S.M. Entertainment depois de ter sido apresentada como concorrente do programa de sobrevivência da Mnet, Idol School.[32]
- Hansol (Hangul: 한솔) nascido Ji Han-sol (Hangul: 지한솔) foi introduzido em 16 de dezembro de 2013. Em 1 de outubro de 2017, foi confirmada sua saída da S.M. Entertainment, e logo depois foi apresentado como participante do show de sobrevivência da KBS The Unit.[33]
- Yi Yang (Hangul: 이양) nascida Xu Yi Yang (Hanja: 徐藝洋) foi introduzida em 19 de setembro de 2016. Sua saída foi confirmada no dia 19 de setembro de 2018. A própria Yiyang informou sobre sua saída em seu perfil pessoal do Weibo. Foi confirmado que ela assinou um contrato com a L.Tao entertainment.
- Lami (Hangul: 라미)[29] nascida Kim Sung-kyung (Hangul: 김숭경) foi introduzida em 10 de dezembro de 2013. Em 24 de fevereiro de 2020, Lami, juntamente com Koeun, foi retirada da seção SM Rookies do site oficial da SM Entertainment, assim, confirmando a sua saída.
- Koeun (Hangul: 고은)[31] nascida Ko Eun (Hangul: 고은) foi introduzida em 8 de julho de 2015[34]. Em 24 de fevereiro de 2020, Koeun, juntamente com Lami, foi retirada da seção SM Rookies do site oficial da SM Entertainment, assim, confirmando a sua saída.

## Discografia
| Title            | Recorded by                                 | Year | Album                                |
| ---------------- | ------------------------------------------- | ---- | ------------------------------------ |
| "Because Of You" | Wendy                                       | 2014 | Mimi OST                             |
| "Butterfly"      | Henry feat. Seulgi                          | 2014 | Fantastic                            |
| "Be Natural"     | Red Velvet feat. Taeyong                    | 2014 | Lançamento sem álbum                 |
| "Because Of You" | Taeil                                       | 2016 | The Merchant: Gaekju 2015 OST Part 2 |
| "Without You"    | NCT U com Kun                               | 2016 | Lançamento sem álbum                 |
| "Switch"         | NCT 127 feat. SR15B                         | 2016 | NCT #127                             |
| "Nightmare"      | Johnny com Yoon Do-hyun, Reddy, G2, Inlayer | 2016 | Lançamento sem álbum                 |

## Filmografia

### Televisão
| Ano  | Título            | Membro(s)                                                                          |
| ---- | ----------------- | ---------------------------------------------------------------------------------- |
| 2014 | Exo 90:2014       | Hansol, Johnny, Taeyong, Yuta, Ten, Jaehyun, Mark, Donghyuck, Jeno, Jaemin, Jisung |
| 2015 | Mickey Mouse Club | Koeun, Mark, Hina, Jeno, Donghyuck, Jaemin, Jisung, Herin, Lami                    |

### Web
| Ano  | Título | Membro(s)                                                                                   |
| ---- | ------ | ------------------------------------------------------------------------------------------- |
| 2016 | My SMT | Johnny (MC regular a partir do episódio 5.) Yiyang, Koeun, Hina, Ningning (Who's The Best?) |